# Unione Sportiva Catanzaro 1989-1990
Questa pagina raccoglie le informazioni riguardanti l'Unione Sportiva Catanzaro nelle competizioni ufficiali della stagione 1989-1990.

## Stagione
Nella stagione 1989-1990 il Catanzaro disputa il campionato di Serie B, raccoglie 25 punti ma anche l'ultimo posto della classifica, con conseguente retrocessione in Serie C1. A inizio stagione è stato intitolato al presidente Nicola Ceravolo lo stadio cittadino, per vent'anni è stato al vertice della società giallorossa, ed è morto nel maggio del 1988. È stata una stagione complicata l'attuale per il Catanzaro, stabilmente sul fondo della classifica, il tecnico Fausto Silipo è stato prima sollevato dall'incarico e sostituito da Renzo Aldi, in seguito richiamato ad ultimare il torneo. In casa ha ottenuto una sola vittoria, a fronte di nove sconfitte. In 38 giornate ha segnato con il contagocce, solo 16 reti, Giuseppe Lorenzo con 5 centri è stato il miglior marcatore dei calabresi. Nella Coppa Italia che è tornata ad eliminazione diretta, i giallorossi vengono subito estromessi per mano dell'Ascoli, pareggiando (1-1) al termine dei supplementari, ma eliminati dal torneo (11-10) dopo una interminabile serie di calci di rigore.

## Rosa
| N. |                   | Ruolo | Calciatore            |
| -- | ----------------- | ----- | --------------------- |
|    | Italia (bandiera) | C     | Roberto Borrello      |
|    | Italia (bandiera) | C     | Nicola Bressi         |
|    | Italia (bandiera) | D     | Umberto Brutto        |
|    | Italia (bandiera) | D     | Luigi Corino          |
|    | Italia (bandiera) | C     | Carlo Cotroneo        |
|    | Italia (bandiera) | A     | Antonio Criniti       |
|    | Italia (bandiera) | P     | Paolo De Toffol       |
|    | Italia (bandiera) | C     | Pasquale De Vincenzo  |
|    | Italia (bandiera) | D     | Sergio Elli           |
|    | Italia (bandiera) | P     | Fabio Fabbri          |
|    | Italia (bandiera) | C     | Gaetano Fontana       |
|    | Italia (bandiera) | A     | Massimiliano Iannetti |
|    | Italia (bandiera) | A     | Giuseppe Lorenzo      |

| N. |                   | Ruolo | Calciatore         |
| -- | ----------------- | ----- | ------------------ |
|    | Italia (bandiera) | C     | Onofrio Loseto     |
|    | Italia (bandiera) | D     | Ivano Martini      |
|    | Italia (bandiera) | C     | Gregorio Mauro     |
|    | Italia (bandiera) | D     | Carmelo Miceli     |
|    | Italia (bandiera) | A     | Paolo Mollica      |
|    | Italia (bandiera) | C     | Francesco Ortolini |
|    | Italia (bandiera) | A     | Massimo Palanca    |
|    | Italia (bandiera) | D     | Teodoro Piccinno   |
|    | Italia (bandiera) | A     | Stefano Rebonato   |
|    | Italia (bandiera) | C     | Francesco Rispoli  |
|    | Italia (bandiera) | D     | Ugo Sarracino      |
|    | Italia (bandiera) | D     | Salvatore Scarfone |

## Risultati

### Serie B

#### Girone di andata
| Arbitro: | Stafoggia (Pesaro) |

|  |           |                  |
|  | Marcatori | 66’ Berlinghieri |

| Licata 3 settembre 1989 2ª giornata | Licata          | 0 – 0 | Catanzaro | Stadio Dino Liotta\| Arbitro: \| Monni (Sassari) \| |
| Arbitro:                            | Monni (Sassari) |       |           |                                                     |

| Arbitro: | Fabricatore (Roma) |

|              |           |  |
| Borrello 81’ | Marcatori |  |

| Arbitro: | Lombardi (La Spezia) |

|             |           |           |
| Criniti 48’ | Marcatori | 60’ Russo |

| Arbitro: | Magni (Bergamo) |

|                               |           |                        |
| Paciocco 6’, 85’ De Marco 90’ | Marcatori | 38’ (aut.) P. Armenise |

| Arbitro: | Fucci (Salerno) |

|  |           |             |
|  | Marcatori | 25’ M. Poli |

| Arbitro: | Piana (Modena) |

|           |           |  |
| Fonte 58’ | Marcatori |  |

| Catanzaro 15 ottobre 1989 8ª giornata | Catanzaro          | 0 – 0 | Avellino | Stadio Nicola Ceravolo\| Arbitro: \| Di Cola (Avezzano) \| |
| Arbitro:                              | Di Cola (Avezzano) |       |          |                                                            |

| Cosenza 22 ottobre 1989 9ª giornata | Cosenza             | 0 – 0 | Catanzaro | Stadio San Vito\| Arbitro: \| F. Baldas (Trieste) \| |
| Arbitro:                            | F. Baldas (Trieste) |       |           |                                                      |

| Arbitro: | Fabricatore |

|             |           |            |
| Palanca 74’ | Marcatori | 5’ Silenzi |

| Arbitro: | Lombardi (La Spezia) |

|             |           |             |
| Rondini 88’ | Marcatori | 36’ Lorenzo |

| Catanzaro 12 novembre 1989 12ª giornata | Catanzaro            | 0 – 0 | Como | Stadio Nicola Ceravolo\| Arbitro: \| Trentalange (Torino) \| |
| Arbitro:                                | Trentalange (Torino) |       |      |                                                              |

| Ancona 19 novembre 1989 13ª giornata | Ancona          | 0 – 0 | Catanzaro | Stadio Dorico\| Arbitro: \| Fucci (Salerno) \| |
| Arbitro:                             | Fucci (Salerno) |       |           |                                                |

| Arbitro: | Stafoggia (Pesaro) |

|             |           |                                                      |
| Lorenzo 66’ | Marcatori | 3’ (aut.) Miceli 63’ (aut.) Corino 74’ Osio 84’ Ganz |

| Brescia 3 dicembre 1989 15ª giornata | Brescia           | 0 – 0 | Catanzaro | Stadio Mario Rigamonti\| Arbitro: \| Arcangeli (Terni) \| |
| Arbitro:                             | Arcangeli (Terni) |       |           |                                                           |

| Arbitro: | Merlino (Torre del Greco) |

|  |           |              |
|  | Marcatori | 31’ Di Livio |

| Arbitro: | Scaramuzza (Mestre) |

|                          |           |              |
| Cravero 7’ F. Romano 22’ | Marcatori | 72’ G. Mauro |

| Arbitro: | Boemo (Cervignano del Friuli) |

|  |           |                |
|  | Marcatori | 88’ Caffarelli |

| Barletta 7 gennaio 1990 19ª giornata | Barletta     | 0 – 0 | Catanzaro | Stadio Comunale\| Arbitro: \| Iori (Parma) \| |
| Arbitro:                             | Iori (Parma) |       |           |                                               |

#### Girone di ritorno
| Arbitro: | Guidi (Bologna) |

|               |           |  |
| Da Mommio 44’ | Marcatori |  |

| Arbitro: | Bruni (Arezzo) |

|             |           |             |
| Lorenzo 36’ | Marcatori | 48’ La Rosa |

| Arbitro: | Boggi (Salerno) |

|                |           |             |
| Piovanelli 28’ | Marcatori | 54’ Lorenzo |

| Trieste 11 febbraio 1990 23ª giornata | Triestina       | 0 – 0 | Catanzaro | Stadio Giuseppe Grezar\| Arbitro: \| Monni (Sassari) \| |
| Arbitro:                              | Monni (Sassari) |       |           |                                                         |

| Catanzaro 18 febbraio 1990 24ª giornata | Catanzaro         | 0 – 0 | Reggina | Stadio Nicola Ceravolo\| Arbitro: \| Pairetto (Torino) \| |
| Arbitro:                                | Pairetto (Torino) |       |         |                                                           |

| Arbitro: | Piana (Modena) |

|                                                             |           |             |
| Provitali 2’ Cappioli 28’ Bernardini 48’ Paolino 85’ (rig.) | Marcatori | 58’ Palanca |

| Arbitro: | Boggi (Salerno) |

|  |           |           |
|  | Marcatori | 16’ Fonte |

| Arbitro: | Lombardi (La Spezia) |

|                     |           |  |
| Cotroneo 42’ (aut.) | Marcatori |  |

| Catanzaro 18 marzo 1990 28ª giornata | Catanzaro          | 0 – 0 | Cosenza | Stadio Nicola Ceravolo\| Arbitro: \| Di Cola (Avezzano) \| |
| Arbitro:                             | Di Cola (Avezzano) |       |         |                                                            |

| Arbitro: | Cafaro (Grosseto) |

|  |           |              |
|  | Marcatori | 66’ Cotroneo |

| Arbitro: | Bizzarri (Ferrara) |

|             |           |          |
| Fontana 71’ | Marcatori | 70’ Bivi |

| Como 14 aprile 1990 31ª giornata | Como            | 0 – 0 | Catanzaro | Stadio Giuseppe Sinigaglia\| Arbitro: \| Monni (Sassari) \| |
| Arbitro:                         | Monni (Sassari) |       |           |                                                             |

| Arbitro: | Iori (Parma) |

|                            |           |                                   |
| Lorenzo 34’ I. Martini 77’ | Marcatori | 13’ (rig.), 67’ Ciocci 84’ Ermini |

| Arbitro: | Cafaro (Grosseto) |

|                               |           |  |
| Pizzi 53’ (rig.) A. Melli 85’ | Marcatori |  |

| Arbitro: | Fucci (Salerno) |

|              |           |                        |
| G. Mauro 48’ | Marcatori | 18’ Valoti 89’ Mariani |

| Padova 13 maggio 1990 35ª giornata | Padova            | 0 – 0 | Catanzaro | Stadio Silvio Appiani\| Arbitro: \| Arcangeli (Terni) \| |
| Arbitro:                           | Arcangeli (Terni) |       |           |                                                          |

| Arbitro: | Rosina (Roma) |

|  |           |            |
|  | Marcatori | 1’ Lentini |

| Arbitro: | Iori (Parma) |

|  |           |           |
|  | Marcatori | 8’ Bressi |

| Catanzaro 3 giugno 1990 38ª giornata | Catanzaro       | 0 – 0 | Barletta | Stadio Nicola Ceravolo\| Arbitro: \| Guidi (Bologna) \| |
| Arbitro:                             | Guidi (Bologna) |       |          |                                                         |

### Coppa Italia

#### Primo turno
| Arbitro: | Nicchi (Arezzo) |

| |                        | |
| Cvetkovic 12’                                                                                                   | Marcatori              | 61’ Bressi                                                                                          |
| Benetti Cvetkovic Carillo Aloisi P. Giovannelli Destro W. Casagrande Cavaliere Colantuono Zaini Lorieri Benetti | Tiri di rigore 11 – 10 | Pesce Borrello Piccinno Ortolini Fontana Rispoli Corino Scarfone Bressi De Vincenzo De Toffol Pesce |

## Statistiche

### Statistiche di squadra
| Competizione | Punti | In casa | In casa | In casa | In casa | In casa | In casa | In trasferta | In trasferta | In trasferta | In trasferta | In trasferta | In trasferta | Totale | Totale | Totale | Totale | Totale | Totale | DR  |
| Competizione | Punti | G       | V       | N       | P       | Gf      | Gs      | G            | V            | N            | P            | Gf           | Gs           | G      | V      | N      | P      | Gf     | Gs     | DR  |
| ------------ | ----- | ------- | ------- | ------- | ------- | ------- | ------- | ------------ | ------------ | ------------ | ------------ | ------------ | ------------ | ------ | ------ | ------ | ------ | ------ | ------ | --- |
| Serie B      | 25    | 19      | 1       | 9       | 9       | 9       | 19      | 19           | 2            | 10           | 7            | 7            | 16           | 38     | 3      | 19     | 16     | 16     | 35     | -19 |
| Coppa Italia |       | -       | -       | -       | -       | -       | -       | 1            | 0            | 1            | 0            | 1            | 1            | 1      | 0      | 1      | 0      | 1      | 1      | 0   |
| Totale       |       | 19      | 1       | 9       | 9       | 9       | 19      | 20           | 2            | 11           | 7            | 8            | 17           | 39     | 3      | 20     | 16     | 17     | 36     | -19 |

### Statistiche dei giocatori
| Giocatore      | Serie B  | Serie B | Serie B     | Serie B    | Coppa Italia | Coppa Italia | Coppa Italia | Coppa Italia | Totale   | Totale | Totale      | Totale     |
| Giocatore      | Presenze | Reti    | Ammonizioni | Espulsioni | Presenze     | Reti         | Ammonizioni  | Espulsioni   | Presenze | Reti   | Ammonizioni | Espulsioni |
| -------------- | -------- | ------- | ----------- | ---------- | ------------ | ------------ | ------------ | ------------ | -------- | ------ | ----------- | ---------- |
| R. Borrello    | 7        | 1       | ?           | ?          | ?            | ?            | ?            | ?            | 7+       | 1+     | ?           | ?          |
| N. Bressi      | 23       | 1       | ?           | ?          | ?            | ?            | ?            | ?            | 23+      | 1+     | ?           | ?          |
| U. Brutto      | 1        | 0       | ?           | ?          | ?            | ?            | ?            | ?            | 1+       | 0+     | ?           | ?          |
| L. Corino      | 34       | 0       | ?           | ?          | ?            | ?            | ?            | ?            | 34+      | 0+     | ?           | ?          |
| C. Cotroneo    | 25       | 1       | ?           | ?          | ?            | ?            | ?            | ?            | 25+      | 1+     | ?           | ?          |
| A. Criniti     | 12       | 1       | ?           | ?          | ?            | ?            | ?            | ?            | 12+      | 1+     | ?           | ?          |
| P. De Toffol   | 34       | -31     | ?           | ?          | ?            | ?            | ?            | ?            | 34+      | -31+   | ?           | ?          |
| P. De Vincenzo | 29       | 0       | ?           | ?          | ?            | ?            | ?            | ?            | 29+      | 0+     | ?           | ?          |
| S. Elli        | 24       | 0       | ?           | ?          | ?            | ?            | ?            | ?            | 24+      | 0+     | ?           | ?          |
| F. Fabbri      | 4        | -4      | ?           | ?          | ?            | ?            | ?            | ?            | 4+       | -4+    | ?           | ?          |
| G. Fontana     | 18       | 1       | ?           | ?          | ?            | ?            | ?            | ?            | 18+      | 1+     | ?           | ?          |
| M. Iannetti    | 1        | 0       | ?           | ?          | ?            | ?            | ?            | ?            | 1+       | 0+     | ?           | ?          |
| G. Lorenzo     | 28       | 5       | ?           | ?          | ?            | ?            | ?            | ?            | 28+      | 5+     | ?           | ?          |
| O. Loseto      | 18       | 0       | ?           | ?          | ?            | ?            | ?            | ?            | 18+      | 0+     | ?           | ?          |
| I. Martini     | 33       | 1       | ?           | ?          | ?            | ?            | ?            | ?            | 33+      | 1+     | ?           | ?          |
| G. Mauro       | 29       | 2       | ?           | ?          | ?            | ?            | ?            | ?            | 29+      | 2+     | ?           | ?          |
| C. Miceli      | 31       | 0       | ?           | ?          | ?            | ?            | ?            | ?            | 31+      | 0+     | ?           | ?          |
| P. Mollica     | 12       | 0       | ?           | ?          | ?            | ?            | ?            | ?            | 12+      | 0+     | ?           | ?          |
| F. Ortolini    | 15       | 0       | ?           | ?          | ?            | ?            | ?            | ?            | 15+      | 0+     | ?           | ?          |
| M. Palanca     | 28       | 2       | ?           | ?          | ?            | ?            | ?            | ?            | 28+      | 2+     | ?           | ?          |
| T. Piccinno    | 6        | 0       | ?           | ?          | ?            | ?            | ?            | ?            | 6+       | 0+     | ?           | ?          |
| S. Rebonato    | 21       | 0       | ?           | ?          | ?            | ?            | ?            | ?            | 21+      | 0+     | ?           | ?          |
| F. Rispoli     | 25       | 0       | ?           | ?          | ?            | ?            | ?            | ?            | 25+      | 0+     | ?           | ?          |
| U. Sarracino   | 28       | 0       | ?           | ?          | ?            | ?            | ?            | ?            | 28+      | 0+     | ?           | ?          |
| S. Scarfone    | 6        | 0       | ?           | ?          | ?            | ?            | ?            | ?            | 6+       | 0+     | ?           | ?          |